# Elecciones al Parlamento Europeo de 1989 (Portugal)
En las elecciones al Parlamento Europeo de 1989 en Portugal, celebradas en junio, se escogió a los 24 representantes de dicho país para la tercera legislatura del Parlamento Europeo.

## Resultados
| Datos de participación | Datos de participación | Datos de participación |
| ---------------------- | ---------------------- | ---------------------- |
| Censo electoral        | 8.053.168              | 100%                   |
| Votantes               | 4.129.707              | 51,3                   |
| Abstención             | 3.923.461              | 48,7                   |
| Válidos                | 4.063.720              |                        |
| A candidatura          | 3.997.602              | 98,4                   |
| Blancos                | 66.118                 | 1,6                    |

| ← Elecciones al Parlamento Europeo de 1989 →     |                  |           |       |         |
| Partido                                          | Cabeza de lista  | Votos     | %     | Escaños |
| Partido Social Demócrata (PSD)                   | António Capucho  | 1.350.332 | 33,78 | 9       |
| Partido Socialista (PS)                          | João Cravinho    | 1.175.930 | 29,42 | 8       |
| Coalición Democrática Unitaria (CDU)             | Carlos Carvalhas | 594.961   | 14,88 | 4       |
| Centro Democrático Social (CDS)                  | Lucas Pires      | 584.800   | 14,63 | 3       |
| Partido Popular Monárquico (PPM)                 |                  | 84.047    | 2,10  | 0       |
| Movimiento Democrático Portugués (MDP)           |                  | 56.675    | 1,42  | 0       |
| Unión Democrática Popular (UDP)                  |                  | 44.781    | 1,12  | 0       |
| Partido Socialista Revolucionario (PSR)          |                  | 31.576    | 0,79  | 0       |
| Partido de la Democracia Cristiana (PDC)         |                  | 29.424    | 0,74  | 0       |
| PCTP/MRPP                                        |                  | 26.245    | 0,66  | 0       |
| Partido Obrero de la Unidad Socialista (POUS)    |                  | 11.199    | 0,28  | 0       |
| Frente de Izquierda Revolucionaria-Ruptura (FER) |                  | 7.632     | 0,19  | 0       |